# GlobalFreeLoaders
GlobalFreeLoaders è un servizio di ospitalità online, che unisce persone disponibili ad offrire ospitalità gratuita in giro per il mondo.
Fondato dall'australiano Adam Staines, nel dicembre 2005 contava più di 30000 membri. La partecipazione è libera e gratuita: chiunque può iscriversi senza dover pagare alcunché e senza obblighi.
Tra i Paesi presenti, l'Australia è sicuramente una delle meglio rappresentate.